# 下関市立近代先人顕彰館

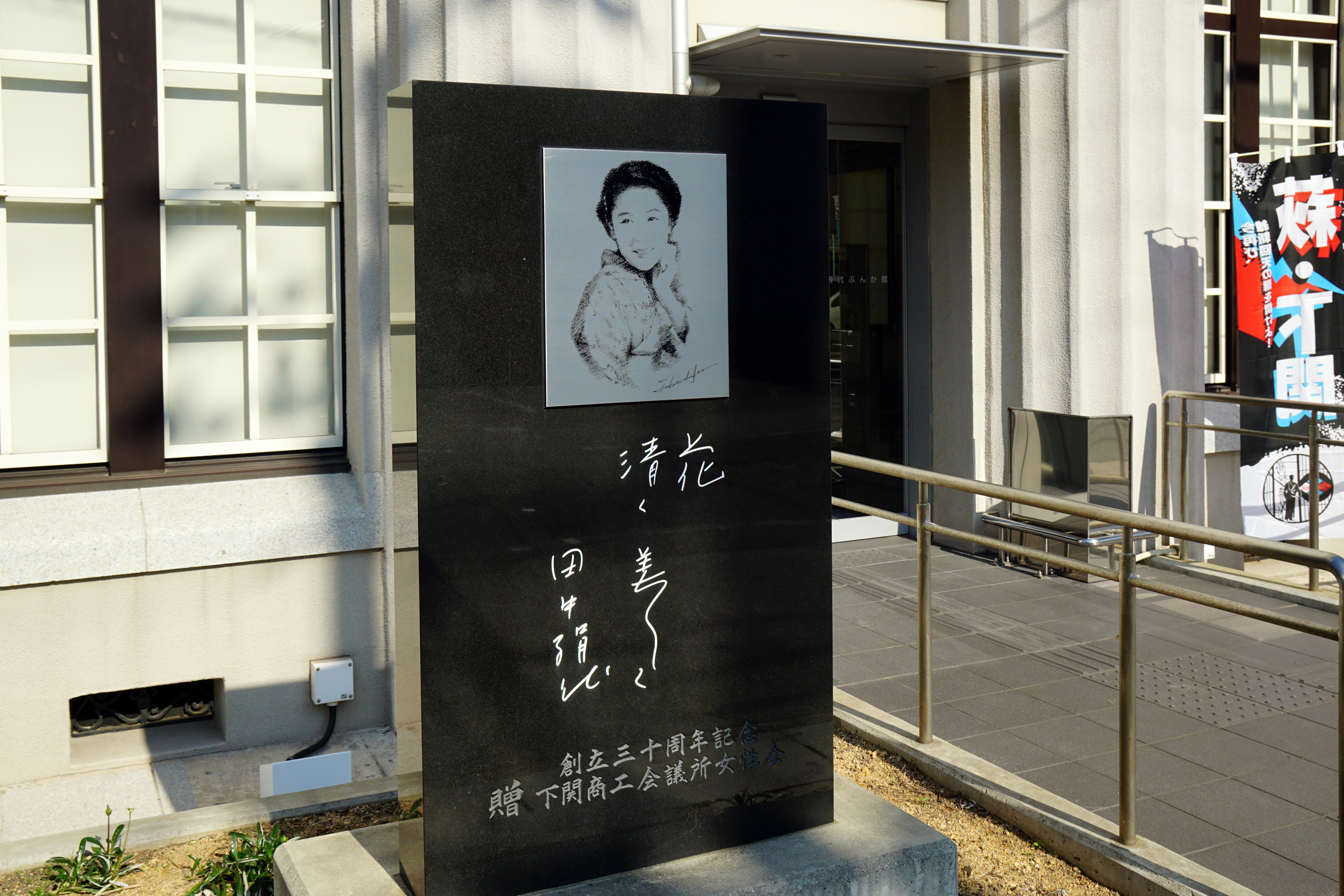
入口のサイン

下関市立近代先人顕彰館（しものせきしりつきんだいせんじんけんしょうかん）は、山口県下関市田中町5-7にある博物館。下関市出身の女優である田中絹代を顕彰しており、愛称は田中絹代ぶんか館（たなかきぬよぶんかかん）。
元は1924年（大正13年）に逓信省下関電信局電話課局舎として建てられた逓信建築で、旧逓信省下関電信局電話課庁舎（きゅうていしんしょうしものせきでんしんきょくでんわかちょうしゃ）として、下関市有形文化財に指定されている。作家古川薫が初代名誉館長だった。

## 歴史
- 1924年（大正13年） - 逓信省下関電信局電話課局舎として竣工[1]。
- 1927年（昭和2年） - 北棟を増築[1]。
- 1966年（昭和41年） - 下関市外局が新庁舎に移転[1]。
- 1969年（昭和44年）4月 - 下関市が所有者となる[1]。1970年（昭和45年）から1976年（昭和51年）まで福祉センターが入居[1]。
- 1976年（昭和51年） - 下関市庁舎第一別館に改称[1]。1976年（昭和51年）から1991年（平成3年）3月まで教育委員会などが入居[1]。
- 1996年（平成8年） - 老朽化が進んだ北棟を解体[1]。
- 2002年（平成14年） - 下関市有形文化財に指定[1]。
- 2010年（平成22年）2月13日 - 下関市立近代先人顕彰館（田中絹代ぶんか館）が開館[1]。

## 施設
- 1階 - ふるさと文学館
  - エントランスロビー、展示室、名誉館長室、ミニホール
  - 下関市にゆかりのある近代以降の文学者やその作品について展示している。

- 2階 - 田中絹代記念館
  - 展示室1、展示室2
  - 田中絹代の遺品、出演作の台本、ポスター、スチール写真などを展示している。

- 3階 - 休憩室

## 利用案内
所在地
- 750-0008 山口県下関市田中町5-7

交通アクセス
- JR下関駅からバスで「唐戸」バス停下車後徒歩5分

入館料
- 1階のふるさと文学館は無料、2階の田中絹代記念館は有料